# Paukbrille

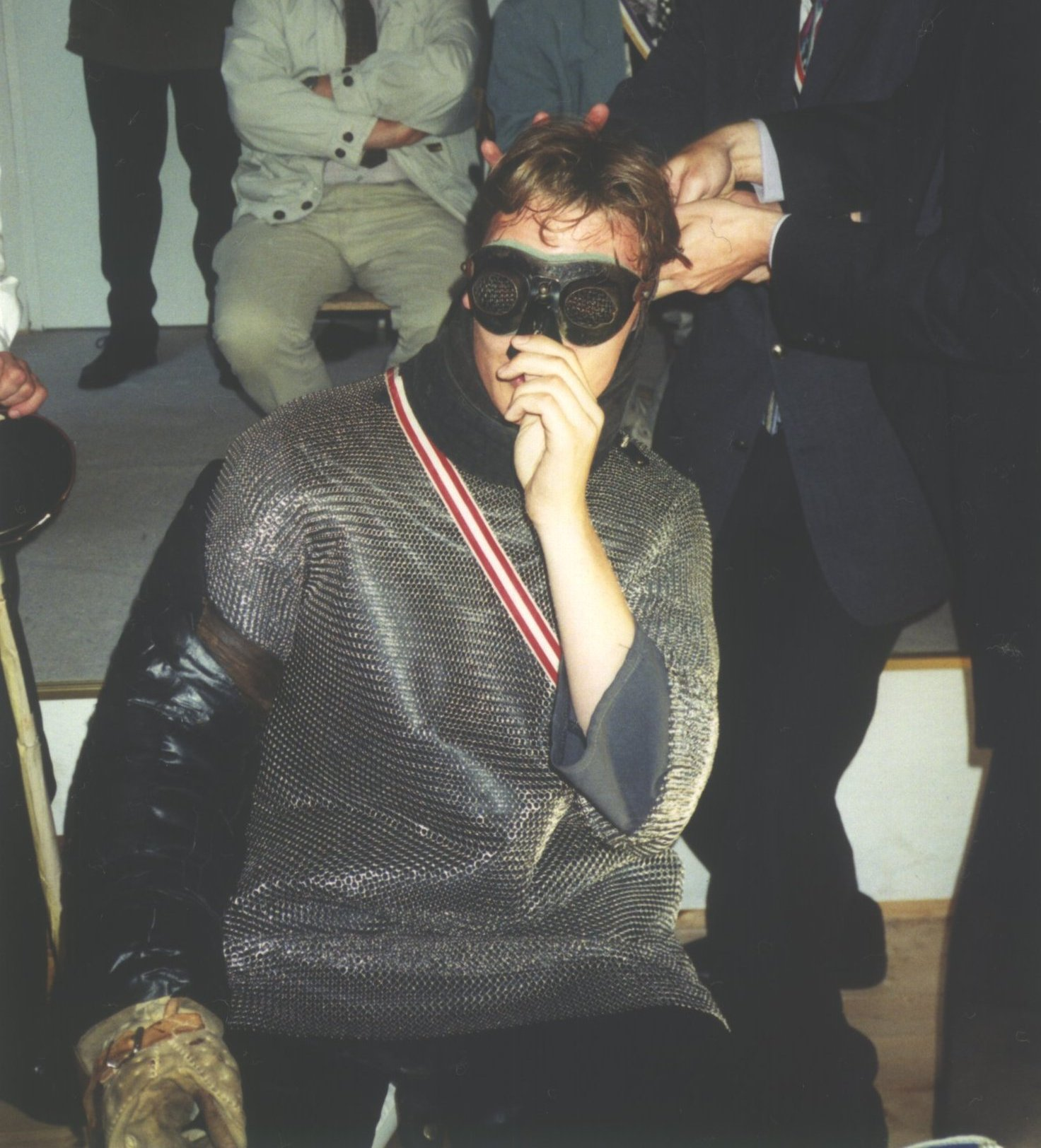
Paukant beim Anlegen der Paukbrille mit Nasenblech

Die Paukbrille gehört zur Schutzausrüstung des Paukanten bei der Mensur, dem akademischen Fechten mit scharfen Waffen. Sie schützt die Augen des Paukanten und verhindert tödliche Mensurunfälle. Die Brille besteht aus Stahl, der mit einer Gummidichtung auf die Haut aufgepresst und durch einen Lederriemen mit Schnalle am Hinterkopf befestigt wird. Zwei kurze Sichtröhren mit Schutzgitter ermöglichen dem Paukanten das Sehen.
Zwar begleitet beispielsweise in Tübingen seit 1832 stets ein Paukarzt die Partie, allerdings waren die Augen dennoch sehr gefährdet, da der Kopf nun die einzige Trefferfläche darstellte.
So verloren zwei Heidelberger Schwaben 1857 auf Mensur ein Auge. Daraufhin ließ der Heidelberger Paukarzt Friedrich Immisch aus Leder und Blech eine Brille als Augenschutz herstellen. Da sie sich bewährte, wurde sie bald auf anderen Universitäten bekannt, so dass auch der Kösener SC-Verband sie empfahl und später allgemein einführte.
In der Folge der Ausbreitung der Paukbrille fiel so die Kopfbedeckung, die Paukmütze (zuvor auch Farbenkappe oder Zylinderhut), weg.
Nach dem Zweiten Weltkrieg wurde die Paukbrille an den meisten Universitätsorten im deutschsprachigen Raum durch ein Nasenblech, das dem Schutz der Nase dient, (außer in der Schweiz, in Graz und in Wien) erweitert.

## In den Medien
- Torsten Wacker: Das Brandmal - Großstadtrevier (Staffel 35, Folge 6) - Apple TV (DE). 17. Oktober 2022, abgerufen am 26. Mai 2024 (deutsch).